# Irwin Ira Shapiro
Irwin Ira Shapiro, ameriški astrofizik, * 10. oktober 1929, New York, New York, ZDA.
Shapiro je Timkenov univerzitetni profesor na Univerzi Harvard.  Na Harvardu poučuje od leta 1982. Med letoma 1982 in 2004 je bil predstojnik Harvard-Smithsonovega središča za astrofiziko.

## Življenje in delo
Shapiro se je rodil v New Yorku. Končal je Brooklynsko tehniško gimnazijo (Brooklyn Technical High School) v New Yorku. Diplomiral je iz matematike na Univerzi Cornell. Magisterij in doktorat je opravil iz fizike na Univerzi Harvard. Leta 1954 je postal član Lincolnovega laboratorija Tehnološkega inštituta Massachusettsa, kjer je leta 1967 postal profesor fizike. Leta 1981 je Bowell odkril asteroid glavnega pasu 3832, ki ga je kasneje po Shapiru imenoval Shapirov nekdanji študent Ostro. Leta 1982 je postal profesor in na Harvardu prejel Guggenheimovo štipendijo za znanstveno raziskovanje. Postal je tudi predstojnik Harvard-Smithsonovega središča za astrofiziko. Leta 1997 je postal prvi Timkenov univerzitetni profesor Univerze Harvard.
Shapiro je leta 1964 predlagal nov 4. preskus Einsteinove splošne teorije relativnosti. 25. januarja 1970 so izmerili časovne zakasnitve radarskih valov pri odboju od planeta. Meritev je potekala z dvema neodvisnima oddajnikoma in antenama pri dveh različnih frekvencah, da so izločili vpliv plazme v Sončevi atmosferi, zakasnitve radarskih valov pri odboju na Veneri ob njeni zgornji konjunkciji, ko se curek na približno 4 Sončeve polmere približa središču Sonca. Dodatna zakasnitev je bila skoraj 200 mikrosekund, kar se ujemalo skoraj na odstotek točno (Shapiro, M. E. Ash, R. P. Ingalls, W. B. Smith, D. B. Campbell, R. B. Dice, R. F. Jurgens, G. H. Pettengill).